# Nadir Music Studios
I Nadir Music Studios sono degli studi di registrazione di Genova specializzati nella registrazione per i gruppi heavy metal, in particolare di metal estremo.
Gli studi sono stati fondati dal cantante del gruppo technical death metal dei Sadist, Trevor, e dal chitarrista Tommy Talamanca nel 1999.
Da poco gli studi si dedicano anche al jazz, dopo la collaborazione con Faso e Christian Meyer di Elio e le Storie Tese e Ellade Bandini.

## Gruppi e cantanti che hanno registrato o masterizzato album ai Nadir Music Studios
Gruppi che hanno registrato o masterizzato album ai Nadir Music Studios:
- Bad Bones
- Biba Band
- Coram Lethe
- Daedalus
- Dark Lunacy
- Drummeria
- EndlessPain
- Frusta & Spillo
- The Famili
- Illogicist
- Kadavar
- Infernal Poetry
- Lunarsea
- Machine Gun Kelly
- Nerve
- Ritual of Rebirth
- Sadist
- Spanking Hour
- Trio Bobo
- Pino Scotto